# 229781 Arthurmcdonald
229781 Arthurmcdonald este o planetă minoră (asteroid), cu un diametru de 5,466 km, din centura de asteroizi. A fost descoperită pe 3 august 2008 la Borbona de Vincenzo Silvano Casulli⁠(d). 
Obiectul prezintă o orbită caracterizată de o semiaxă mare de 3,1622168765921 UAi, o excentricitate de 0,08, o înclinație de 14 ° în raport cu ecliptica.